# El Alto
El Alto é a segunda maior cidade da Bolívia. Pertence ao Departamento Autônomo de La Paz, no oeste da Bolívia a uma altitude de 4.000 m no planalto e na Região Metropolitana de La Paz, a noroeste de La Paz, em que forma o maior aglomerado urbano do país. Tem uma população de 885.035 habitantes (2024). Contém a Universidade Pública de El Alto. Na cidade temos o Aeroporto Internacional de El Alto, e o Comando da Força Aérea Boliviana. Tem uma grande empresa de varejo. A cidade tem 5.600 PME, ocorre a fabricação de plantas de processamento de petróleo, também é exportado, em vez de recursos minerais do país e matérias-primas processadas. El Alto, uma orquestra sinfônica, bem como museus e outras instituições culturais menores.
El Alto é principalmente uma facilidade para os imigrantes provenientes do resto do país, especialmente os recém-chegados das áreas rurais que buscam uma oportunidade em El Alto.

## História
Ela foi originalmente um subúrbio de satélite da cidade de La Paz, mas a sua população aumentou de forma considerável e alcançou o posto da secção provincial 06 março de 1985. [1] e, posteriormente, a gama de cidade em 26 de setembro de 1986.
El Alto foi o protagonista do massacre conhecido como a Guerra do Gás, em Outubro de 2003, na qual mais de 70 pessoas foram mortas pela repressão do governo ordenado pelo presidente Gonzalo Sanchez de Lozada e, finalmente, terminou com sua renúncia 17 de outubro do mesmo ano. Os principais movimentos sociais da cidade são os Fejuve (Federação de Comitês de Bairro) e CDR (Central Obrera Regional).

## Principais bairros
Vista del Illimani da Avenida Juan Pablo II da cidade de Alto. As áreas mais importantes são a Cidade Satélite (originalmente habitado por funcionários públicos), Exaltação Villa, Villa Adela (originalmente habitado por funcionários das Forças Armadas), 01 de maio ( originalmente habitado por trabalhadores de fábrica), alemão Villa, Villa Dolores, El Kenko, Alto Lima, Senkata, a New Horizons, Mercedario Kollpani, Villa Ingavi, alemão Bush, Ballivian e Rio Seco.

## Economia
A população de El Alto consegue desenvolver e transformar recursos com facilidade. El Alto é uma cidade em crescimento que se move com o mercado de alimentos, roupas feitas em pequenas unidades industriais, roupas usadas, etc. De fato, os mercados são uma característica predominante de El Alto, a feira é em 16 de julho, às quintas-feiras e domingos, onde é vendido a partir de um parafuso enferrujado a um carro de modelo atrasado, tendo até mesmo terrenos e casas. Mercados como La Ceja mostram uma paisagem típica comercial e industrial da cidade. Infelizmente, no Ceja também podem ser visto bares, prostíbulos e percalços como grandes engarrafamentos, alta criminalidade e lixo abandonado. Isto resume os principais problemas que esta cidade tem que lidar.

## Mídia
As mídias mais conhecidas na cidade de El Alto são:
Norte TV de Televisão, Canal 57 da CVC
Rádio Rádio Integração, Rádio Majestade (El Alto), Rádio Pachamama, Fejuve Rádio
Pressione Alteño A

## Clima
O tempo é frio durante todo o ano, e não ultrapassam os 17 °C no verão. As baixas temperaturas são comuns nas primeiras horas dos dias de inverno e é atacado por fortes ventos das montanhas próximas.
| Dados climatológicos para El Alto (altitude: 4 077 m) | Dados climatológicos para El Alto (altitude: 4 077 m) | Dados climatológicos para El Alto (altitude: 4 077 m) | Dados climatológicos para El Alto (altitude: 4 077 m) | Dados climatológicos para El Alto (altitude: 4 077 m) | Dados climatológicos para El Alto (altitude: 4 077 m) | Dados climatológicos para El Alto (altitude: 4 077 m) | Dados climatológicos para El Alto (altitude: 4 077 m) | Dados climatológicos para El Alto (altitude: 4 077 m) | Dados climatológicos para El Alto (altitude: 4 077 m) | Dados climatológicos para El Alto (altitude: 4 077 m) | Dados climatológicos para El Alto (altitude: 4 077 m) | Dados climatológicos para El Alto (altitude: 4 077 m) | Dados climatológicos para El Alto (altitude: 4 077 m) |
| Mês                                                   | Jan                                                   | Fev                                                   | Mar                                                   | Abr                                                   | Mai                                                   | Jun                                                   | Jul                                                   | Ago                                                   | Set                                                   | Out                                                   | Nov                                                   | Dez                                                   | Ano                                                   |
| ----------------------------------------------------- | ----------------------------------------------------- | ----------------------------------------------------- | ----------------------------------------------------- | ----------------------------------------------------- | ----------------------------------------------------- | ----------------------------------------------------- | ----------------------------------------------------- | ----------------------------------------------------- | ----------------------------------------------------- | ----------------------------------------------------- | ----------------------------------------------------- | ----------------------------------------------------- | ----------------------------------------------------- |
| Temperatura máxima média (°C)                         | 13,7                                                  | 13,4                                                  | 14,2                                                  | 14,2                                                  | 13,1                                                  | 12,8                                                  | 12,6                                                  | 14,1                                                  | 14,3                                                  | 16,4                                                  | 16,4                                                  | 14,9                                                  | 14,2                                                  |
| Temperatura média (°C)                                | 8,3                                                   | 8,2                                                   | 8,4                                                   | 7,7                                                   | 6                                                     | 4,8                                                   | 4,6                                                   | 5,8                                                   | 6,8                                                   | 8,8                                                   | 9,3                                                   | 8,7                                                   | 7,3                                                   |
| Temperatura mínima média (°C)                         | 3                                                     | 3,1                                                   | 2,7                                                   | 1,2                                                   | −1                                                    | −3,1                                                  | −3,3                                                  | −2,5                                                  | −0,6                                                  | 1,2                                                   | 2,3                                                   | 2,5                                                   | 0,5                                                   |
| Precipitação (mm)                                     | 123                                                   | 97                                                    | 74                                                    | 31                                                    | 14                                                    | 6                                                     | 7                                                     | 13                                                    | 32                                                    | 35                                                    | 51                                                    | 89                                                    | 572                                                   |
| Fonte: Climate-Data.org                               |                                                       |                                                       |                                                       |                                                       |                                                       |                                                       |                                                       |                                                       |                                                       |                                                       |                                                       |                                                       |                                                       |

## Cultura
A população é principalmente de caráter sincrético no religioso, como eles professam e pregam todos os tipos de religiões, de culto católico aos ritos em homenagem à Pachamama. O maior festival cultural da cidade é o festival do "16 de julho", que reúne músicos experientes e bailarinos, que bebem grandes quantidades de bebidas alcoólicas, uma das fraternidades 91,7 Chacaltaya tem 1.400 bailarinos. As pessoas se preparam o ano todo por esta festa, que também trocou com peças de artesanato diferentes relativas à celebração, vestidos e trajes alugados com que a dança Tinku, Morenada, as Tobas, entre outros. Também temos nesta cidade o Museu de Arte Antonio Paredes Candia e Escola Municipal de Artes, uma organização criada para o livre desenvolvimento de crianças e jovens em diversas indústrias culturais, que incluem áreas de Dança Clássica, Dança Popular, Artes Visuais Artes Cênicas, Música Clássica e Cinema.